# Ogyris genoveva
Ogyris genoveva är en fjärilsart som beskrevs av William Chapman Hewitson 1853. Ogyris genoveva ingår i släktet Ogyris och familjen juvelvingar. Inga underarter finns listade i Catalogue of Life.

## Bildgalleri

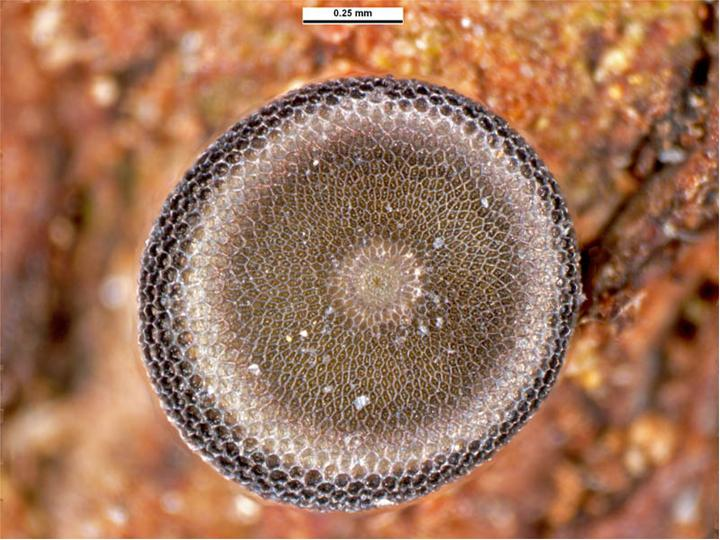
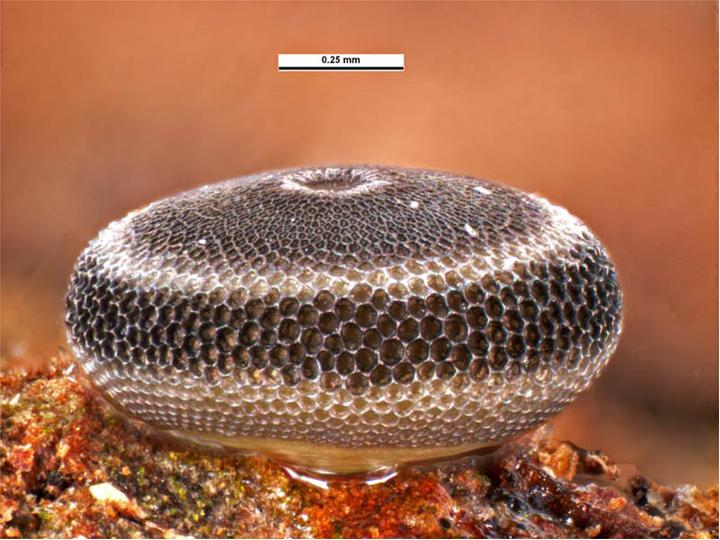
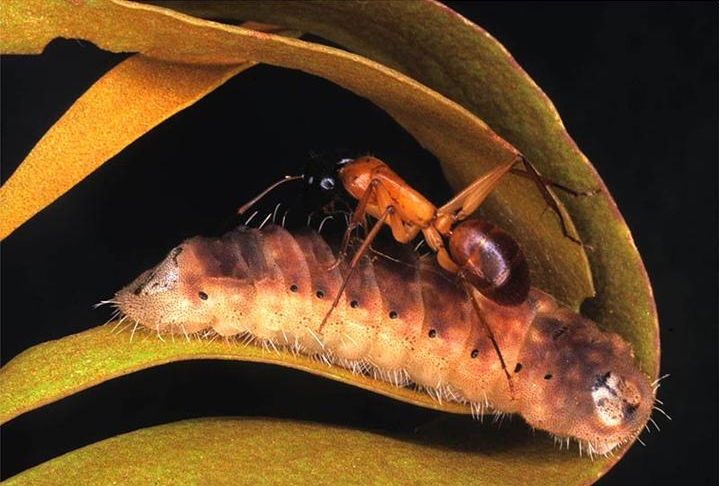
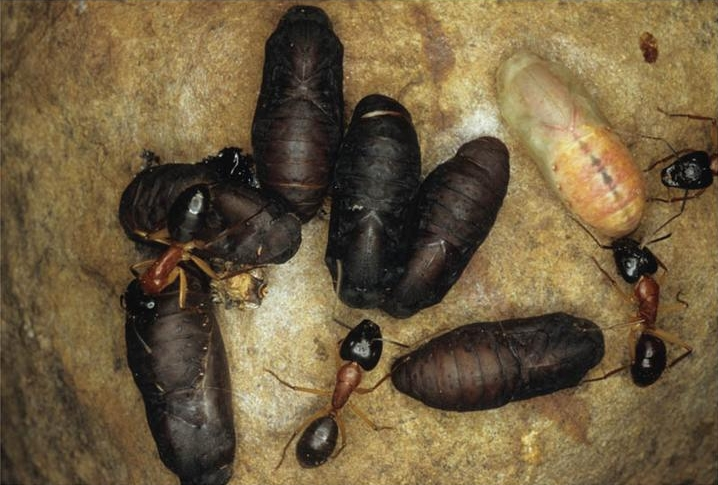
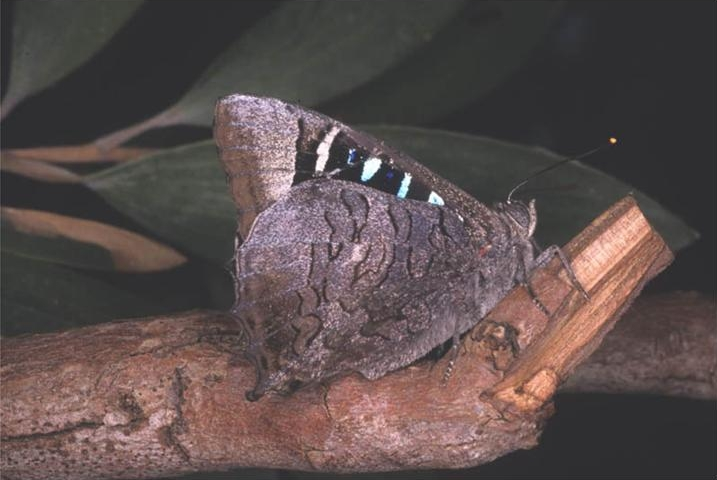